# Войтко, Матуш
Ма́туш Во́йтко (словац. Matúš Vojtko; 5 октября 2000, Михаловце) — словацкий футболист, защитник братиславского «Слована».

## Клубная карьера
Воспитанник клуба «Земплин» из родного города Михаловце. С сезона 2018/19 был переведён в основную команду. Дебютировал в основной команде 5 августа 2018 во втором туре чемпионата с братиславским «Слованом» (1:2). На момент дебюта ему было всего 17 лет. Интересно, что свой последний матч за родную команду он провёл также против этого же соперника. Первый гол за клуб забил 1 декабря того же года, когда открыл счёт на 45+1 минуте матча чемпионата против «ВиОна» (3:0). Свой второй гол за первую команду забил в следующем сезоне 2019/20, в шестом туре против клуба «Середь» (1:1), на 17-й минуте, сравняв счёт в матче. В общей сложности Войтко за «Земплин» провёл 69 матчей в лиге.
В августе 2021 года Матуш Войтко перешёл в столичный «Слован», подписав четырёхлетний контракт с тогдашним чемпионом, которому потребовался новый игрок на позицию левого защитника из-за серьезной травмы Лукаса Ловата[3]. Свой первый матч за новый клуб провёл против «ВиОна» (4:1) и провёл на поле все 90 минут. В сезоне 2021/22 он сыграл 9 матчей чемпионата и помог своему клубу завоевать четвёртый титул чемпиона Словакии подряд, благодаря чему «Слован» стал первым в истории словацкого футбола, кому удался подобный результат.

## Карьера в сборной
Матуш Войтко выступал за юношеские сборные Словакии до 17 и 19 лет. С 2019 года стал играть за молодёжную сборную Словакии.

## Достижения
«Слован» (Братислава)
- Чемпион Словакии: 2021/22